# Гадюка хвостата
Гадюка хвостата (Bitis caudalis) — отруйна змія з роду Африканська гадюка родини Гадюкові.

## Опис
Загальна довжина коливається від 30 до 51,5 см. Голова широка, пласка. Над кожним оком у неї стирчить по одній гострій лусочці, на зразок ріжків. Ці ріжки можуть бути дуже короткими або дуже довгими. Забарвлення світло-бурого кольору, уздовж хребта, чергуючись, йдуть світло-сірі та червоно-бурі прямокутні плями.

## Спосіб життя
Полюбляє піщано-пустельні місцини. Активна вночі або сутінках. Харчується дрібними гризунами та ящірками. У спокійному стані ця змія пересувається звичайним способом, головою вперед, зигзагоподібно згинаючи тулуб, але якщо виникає потреба у швидкому русі, легко переходить на специфічний «бічний хід». Змія виносить задню частину тулуба вбік й вперед, а потім підтягує передню. Створюється враження, що повзе не вперед, а вбік. Такий спосіб руху створює кращу опору тіла на сипучому субстраті. При небезпеці, тікаючи від переслідування, ця гадюка здатна так сильно й різко викидати уперед тулуб, що «бічний хід» переходить в серію швидких коротких стрибків.
Це яйцеживородна змія. Самиця народжує від 3 до 27 дитинчат.

## Розповсюдження
Мешкає у Намібії, Анголі, Замбії, Зімбабве, Ботсвані, Південно-Африканській Республіці.